# Kuvasz
El Kuvasz (Kuvaszok) és una antiga raça hongaresa de gos bover.
Ha estat utilitzat com a guardià de bestiar, però durant els últims anys pot trobar-se a les llars com a animal de companyia.

## Història
Encara que alguns creuen que el Kuvasz ja existia a Hongria a l'època dels huns, altres opinen que hi va arribar procedent d'Àsia i Turquia, amb les invasions mongoles. El seu nom deriva d'una paraula turca que significa "guardià segur". Durant alguns segles, especialment en el segle xv, va ser el fidel amic de l'aristocràcia hongaresa. Durant les dues guerres mundials la raça va ser greument delmada i durant la revolta hongaresa del 1956 va ser gairebé exterminada.
És un guardià de ramats incansable, defensant-se dels depredadors. Anteriorment havia estat utilitzat també com a gos de caça per perseguir llops, senglars i ossos. A més és un gran guardià. Al seu país la policia i l'exèrcit el fan servir com a auxiliar. En els últims decennis s'ha convertit també en gos de companyia.

## Descripció
El Kuvasz és de bona mida, sòlidament construït i amb un aire digne. El crani ha de ser lleugerament arquejat i el musell no gaire llarg i en forma de falca. Porta les petites orelles penjant en forma de V. El cos és una mica llarg, amb les costelles lleugerament sortints. Les potes són robustes i no gaire llargues. La cua és llarga, una mica corbada a l'extrem, on llueix un bonic plomall. El pelatge és llarg, aspre i ondulat. El color ha de ser blanc pur, encara que pot acceptar el blanc ivori.
El Kuvasz perd molt pèl a temporades. La resta de cures són poc complicades. Cal tenir en compte que és un gos de personalitat forta, pel que la seva educació ha de ser primerenca i pot posar a prova la paciència de l'educador. Necessita un espai adequat de moviments i exercici.
És un gos sobri i fort, que resisteix a la intempèrie les condicions més dures. Com a gos casolà és amigable, afectuós i intel·ligent, i sobretot un excel·lent guardià, valent i tranquil, desconfiat i reservat amb els estranys. Sota la seva aparença digna s'amaga un temperament juganer que el fa ser un fidel amic dels nens.
- Característiques:
  - Bon gos de treball.
  - Fiable gos guardià.
  - Company casolà agradable.